# クンストカメラ
クンストカメラ（露: Кунстка́мера、Kunstkamera、美術陳列室）は、ロシア、サンクトペテルブルクにある博物館。ロシア史上、最初に創設された博物館とみられる。1714年にロシア帝国の皇帝ピョートル1世（ピョートル大帝）によりつくられ、鉱物や医療用の薬剤、古銭のコレクションが保存され、動物学資料館や地球儀・天体儀が置かれた。現在は、国立の人類学・民族学博物館となっている。なお、「クンストカメラ」という名称は、ドイツ語のKunstkammer（美術陳列室、驚異の部屋）が由来である。

## 概要
1714年、ピョートル1世によって、図書、自然科学系博物学コレクションを収蔵する部屋が夏宮（Summer Palace）内に創設された。クンストカメラは「自然と人間による珍奇かつ稀覯なもの」を収集・所蔵する目的で創設された。
1716年、ピョートル1世は鉱物展示室を作り、ダンチヒの医師ゴットヴァルドから購入した1,195種の鉱石コレクションを展示した。クンストカメラにはロシア産の鉱石も収集されるようになり、コレクションは充実していった。こうして増加したコレクションは、1719年から一般に公開されるようになった。この意味においてモスクワに現在あるフェルスマン鉱物博物館（Fersman Mineralogical Museum）のさきがけを成した。
後に収蔵品が増えたため、専用の建物がサンクトペテルブルク、ワシリエフスキー島のネヴァ川河畔に建設された。このバロック様式に属する建物は、1727年に完成した。川の対岸には、冬宮や旧海軍省がある。
クンストカメラは歴代の皇帝の個人的なコレクションの集積場となった。
クンストカメラの所蔵品の中でもっとも有名なものは、人間や動物の胎児の標本である。ピョートル1世は、この各種大きさ取り混ぜた標本を、オランダの解剖学者フレデリクス・ルイシと薬理学者のアルベルトゥス・セバから購入した。もっともグロテスクな所蔵品は、大帝の妻・エカチェリーナ1世の愛人であったウィレム・モンス （Willem Mons）と彼の妹アンナ・モンス（Anna Mons）の頭部をアルコール漬けにした標本である。
1830年代になってクンストカメラ本館にあった収蔵品が増加したため、各地に帝国博物館が設立され、これに分散・所蔵された。現在、クンストカメラは正式名称をロシア科学アカデミー・ピョートル大帝記念人類学・民族学博物館（ロシア語: Музей антропологии и этнографии имени Петра Великого Российской академии наук）として所蔵品200万種類を誇る。また、1903年から「ピョートル大帝クンストカメラ」と、大帝の名称を冠している。
日本関連の展示品としては、文化露寇における略奪品がある。